# Villafranca de los Caballeros (kommunhuvudort)
Villafranca de los Caballeros är en kommunhuvudort i Spanien.   Den ligger i provinsen Toledo och regionen Kastilien-La Mancha, i den centrala delen av landet, 110 km söder om huvudstaden Madrid. Villafranca de los Caballeros ligger 645 meter över havet och antalet invånare är 5 181.
Terrängen runt Villafranca de los Caballeros är platt. Runt Villafranca de los Caballeros är det ganska glesbefolkat, med 30 invånare per kvadratkilometer. Närmaste större samhälle är Alcázar de San Juan, 13,7 km öster om Villafranca de los Caballeros. Trakten runt Villafranca de los Caballeros består till största delen av jordbruksmark.